# Mohammad Ali Radjaï
Mohammad Ali Radjaï (en persan : محمد علی رجائی), né le 15 juin 1933 à Qazvin et mort assassiné le 30 août 1981 à Téhéran, est le deuxième président iranien du 2 au 30 août 1981 après avoir été Premier ministre sous Abolhassan Banisadr. Il est également ministre des Affaires étrangères du 11 mars 1981 au 15 août 1981 durant son mandat de Premier ministre.

## Biographie
Il fait ses études préliminaires à Qazvin. Son père meurt quand il est âgé de quatre ans. Il part vivre à Téhéran, puis il rejoint les forces aériennes. Il renonce enfin à son métier pour devenir diplomate.
Rajai poursuit ses études primaires dans le Qazvin jusqu'à l'obtention du 6e certificat standard. Il émigre à Téhéran en 1946 et en 1947 entre dans l'Air Force. Il sert pendant 5 ans dans l'Air Force, et poursuit ses études secondaires dans des écoles du soir, plus tard en 1955, il va dans une école supérieure de formation et en 1959, il est diplômé dans le domaine des mathématiques.
Radjaï est arrêté par la police du shah en 1974 et passe quatre ans en détention. Après sa libération, il devient un fervent partisan de la Révolution iranienne et s'affirme comme l'un des meneurs du mouvement visant à purger les universités iraniennes des influences américaines et européennes, plus tard appelé révolution culturelle.
Ministre de l'Éducation de 1979 à 1980, Radjaï succède à Gholam Hossein, dont il était conseiller au sein du gouvernement de Mehdi Bazargan. Radjaï annonce des programmes spécifiques pour l'éducation : faciliter l'accès à l'éducation, diminuer les difficultés financières des enseignants, réformer les institutions éducatives. Il est ensuite Premier ministre d’Abdolhassan Bani Sadr à partir d'août 1980. Après la destitution de Bani Sadr en juin 1981, il fait partie du Conseil présidentiel qui assure l'intérim des fonctions de président de la République. Le 24 juillet suivant, il est élu président de la République et prête serment le 2 août. Moins d'un mois plus tard, le 30 août, il  meurt lors de l'attentat du 30 août 1981 à Téhéran.
Le 30 août 1981, Rajai tient une réunion du Conseil suprême de la défense iranien, à laquelle assiste le Premier ministre Mohammad Javad Bahonar. Des témoins ont par la suite déclaré qu'un assistant de confiance avait apporté un porte-documents dans la salle de conférence, l'avait placé entre les deux dirigeants, puis était parti. Une autre personne a ouvert le dossier, ce qui a provoqué l'explosion de la bombe et a tué Rajai, Bahonar et trois autres personnes. L’assassin identifié était Massoud Keshmiri, un agent des Moudjahiddines du peuple d’Iran (également connu sous les noms de MKO), qui avait infiltré le bureau du Premier ministre sous l’apparence d’un responsable de la sécurité de l’État. Rajai a été enterré à Behesht-e Zahra.